# Dwyer-Nunatakker
Die Dwyer-Nunatakker sind eine Gruppe verstreuter Berggipfel und Bergkämme im ostantarktischen Kempland. In der Hansenfjella verteilen sie sich 3 km südlich des Gjeitafjell über eine Fläche von 10 km Länge und 5 km Breite.
Kartiert wurden sie anhand von Luftaufnahmen, die bei den Australian National Antarctic Research Expeditions entstanden. Das Antarctic Names Committee of Australia (ANCA) benannte sie nach Victor J. Dwyer, Funker auf der Mawson-Station im Jahr 1965, der 1965 an Tellurometervermessungen der Hansenfjella beteiligt war.